# 앤드루 스튜어트존스
앤드루 스튜어트존스(영어: Andrew Stewart-Jones)는 미국의 배우이다. 드라마 《고담》에서 고담 시 경찰인 크리스퍼스 앨런 역으로 이름을 알렸다.